# Blauwhuis (dorp)
Blauwhuis (Fries: Blauhús) is een dorp in de gemeente Súdwest-Fryslân, in de Nederlandse provincie Friesland. Blauwhuis ligt in het midden van de driehoek Bolsward, Workum en Sneek aan de Blauwhuister Opvaart die naar de Wijmerts loopt. Ten zuiden van het dorp ligt het meertje Het Vliet. 
In 2023 telde het dorp 600 inwoners.

## Geschiedenis

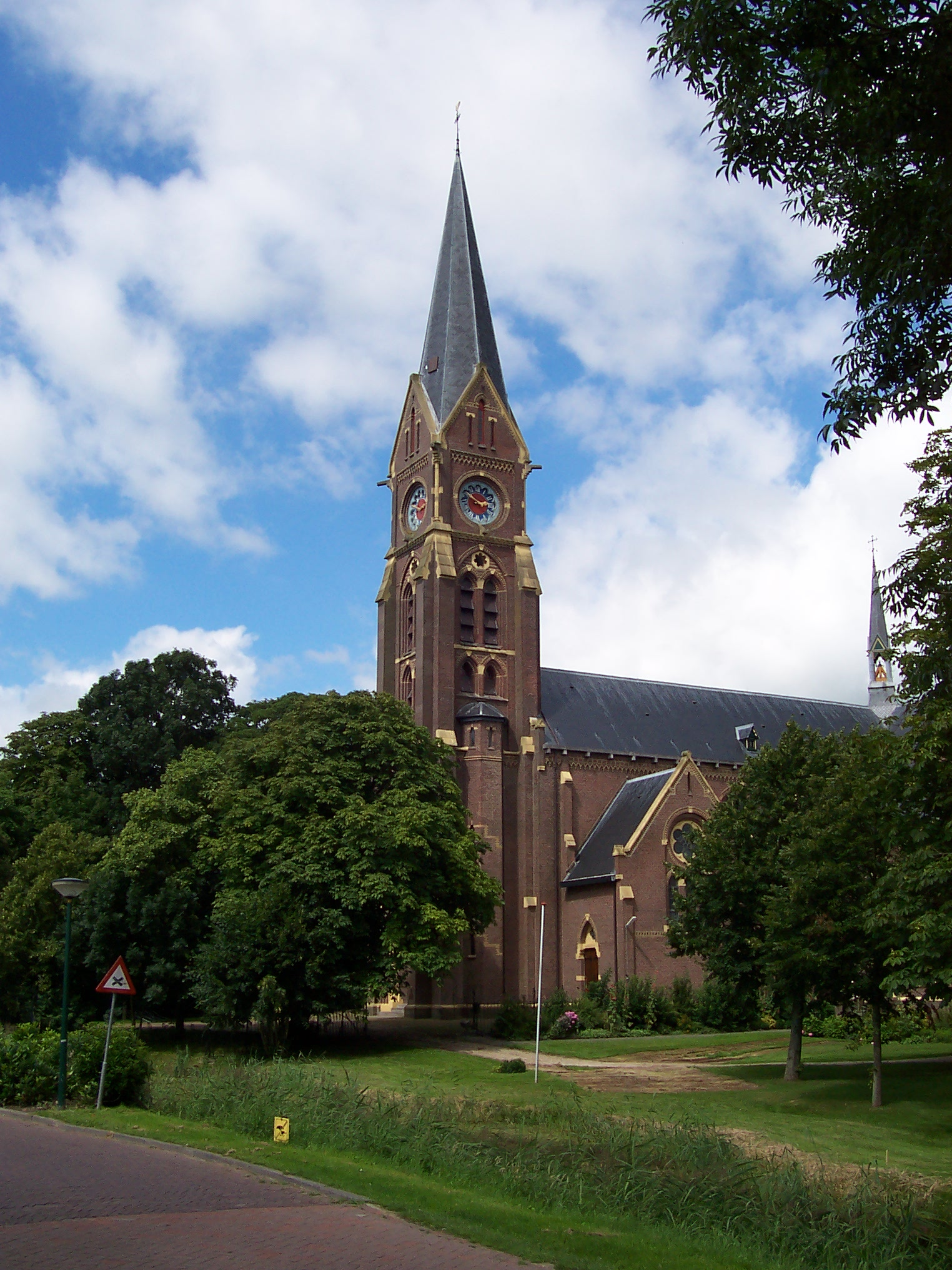
Sint-Vituskerk

Blauwhuis dankt zijn ontstaan aan de drooglegging van het Sensmeer in 1632. De bewoners van de nieuwe polder kwamen samen in een in 1640 gebouwd huis met blauwe dakpannen. In 1718 werd de plaats aangeduid als 't Blauw Huys.
Het blauwe huis zelf was eigendom van een katholieke dame uit Haarlem, die het ter beschikking stelde als schuilkerk voor de plaatselijke katholieken. Rond deze schuilkerk ontwikkelde Blauwhuis zich tot een katholieke enclave. De schuilkerk werd in 1785 vervangen door een echte kerk, die op zijn beurt in 1871 plaats maakte voor de huidige Sint-Vituskerk.
Sinds 1949 is Blauwhuis officieel een dorp. Daarvoor was Blauwhuis deel van het dorp Westhem, hoewel het toen al een stuk groter was dan dat dorp. 
Tot 2011 lag Blauwhuis in de toenmalige gemeente Wymbritseradeel.

## Sport
Het circuit van de autocrossclub Blauwhuis ligt in Wolsum. In 1932 werd de voetbalvereniging, VV Blauwhuis opgericht. De club heeft twee velden in het zuiden van het dorp. Verder is er volleybalvereniging Punt út, een badmintonclub en een damvereniging.

## Onderwijs
De basisschool van Blauwhuis is de St. Gregoriusschool, een katholieke basisschool.

## Cultuur
Blauwhuis was bekend van het dweilorkest Blauhúster Dakkapel, dat regelmatig optrad tijdens belangrijke schaatswedstrijden. Verder is er nog een blaasorkest, de Swalkers Blauhús geheten en wordt er jaarlijks carnaval gevierd, waarbij het ook (De) Fyfkesryk genoemd wordt.

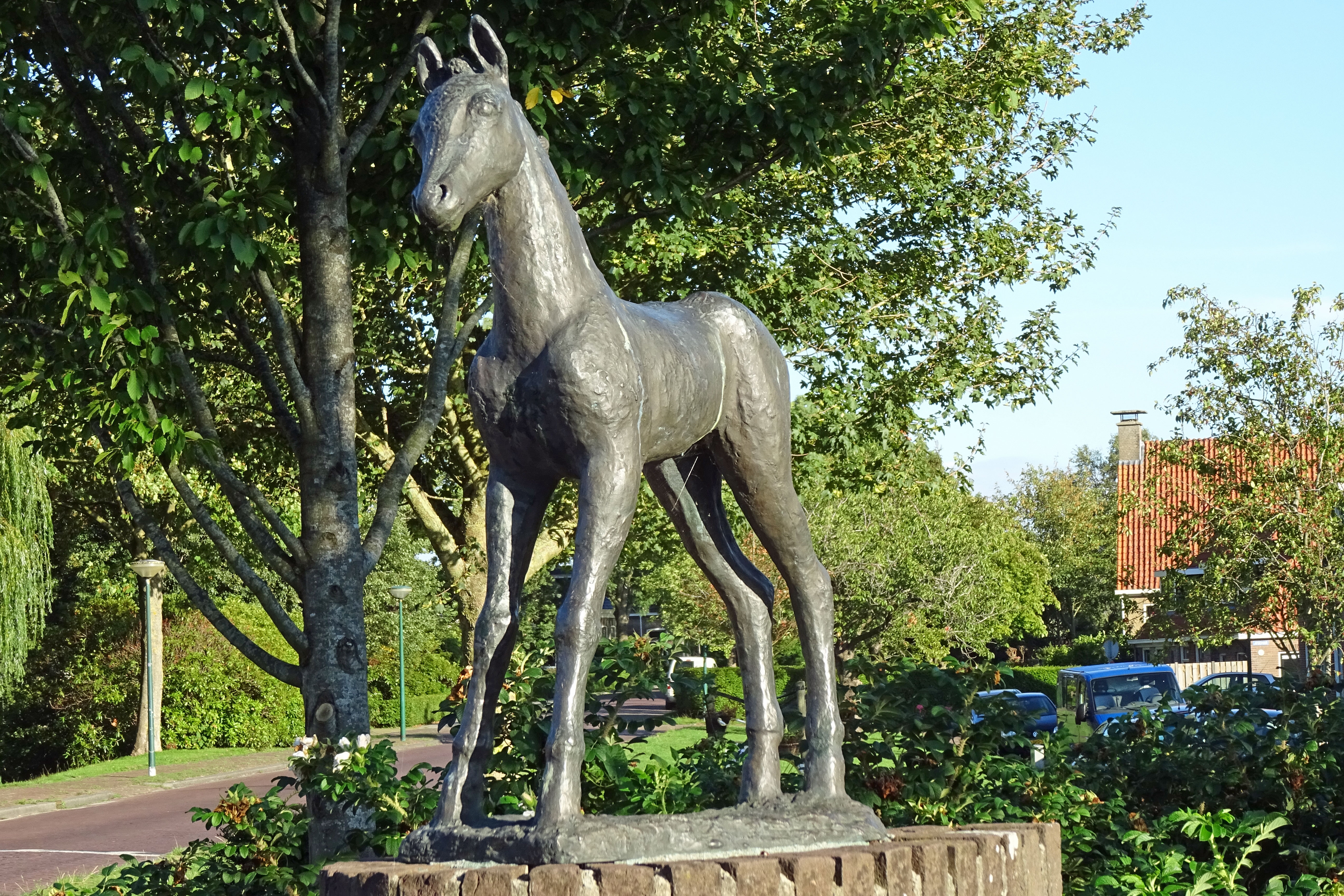
Beeld door Maria van Everdingen
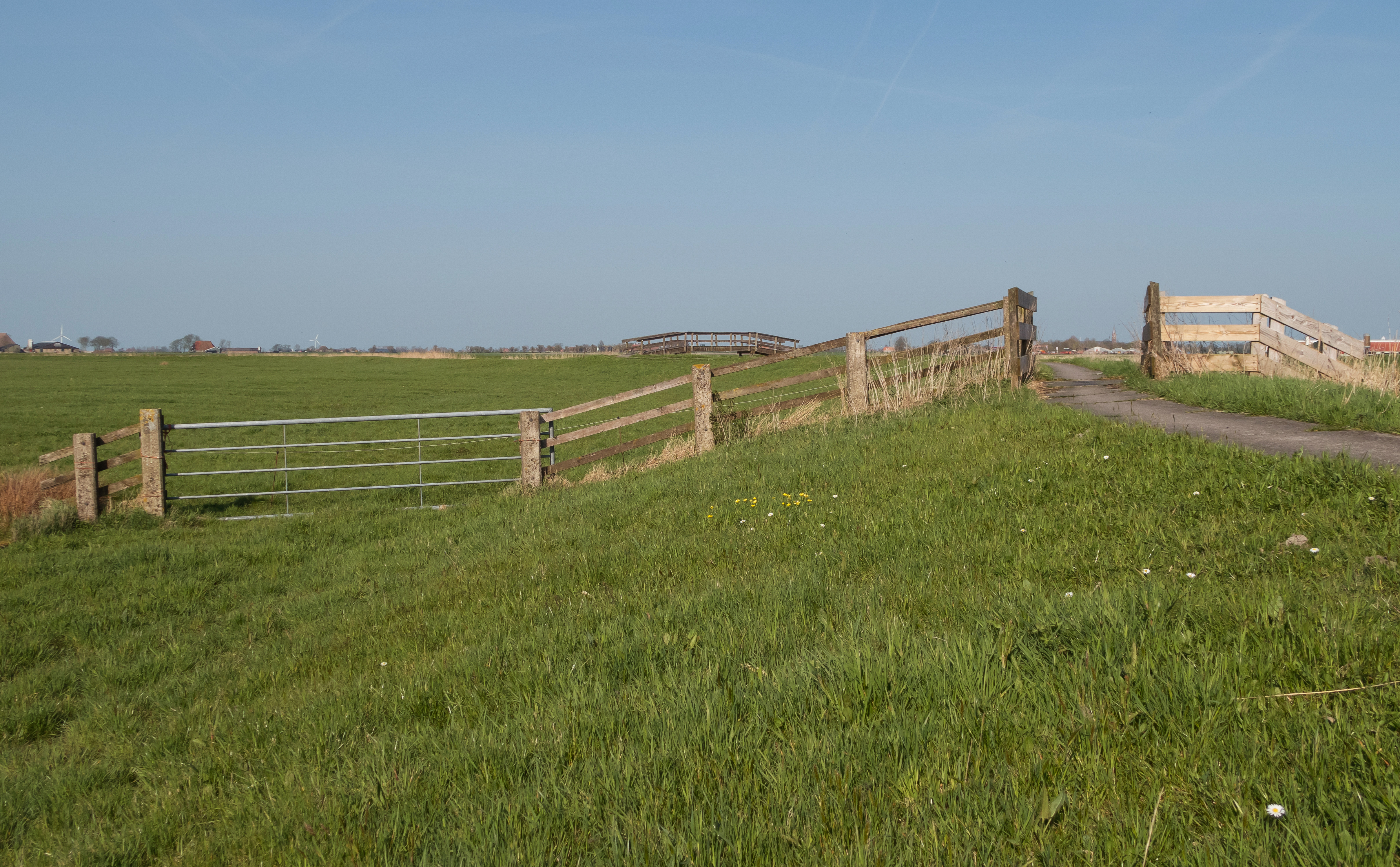
Houten hek in het polderlandschap tussen Blauwhuis en Parrega